# Cleistanthus ellipticus
Cleistanthus ellipticus är en emblikaväxtart som beskrevs av Joseph Dalton Hooker. Cleistanthus ellipticus ingår i släktet Cleistanthus och familjen emblikaväxter. Inga underarter finns listade i Catalogue of Life.